# Ivo Viktor
Ivo Viktor (n. 21 mai 1942, Křelov) este un fost fotbalist ceh. A jucat pentru Cehoslovacia, 63 de meciuri, din 1966 până la 1977.